# Cenchrus caliculatus
Cenchrus caliculatus är en gräsart som beskrevs av Antonio José Cavanilles. Cenchrus caliculatus ingår i släktet tagghirser, och familjen gräs. Inga underarter finns listade i Catalogue of Life.

## Bildgalleri

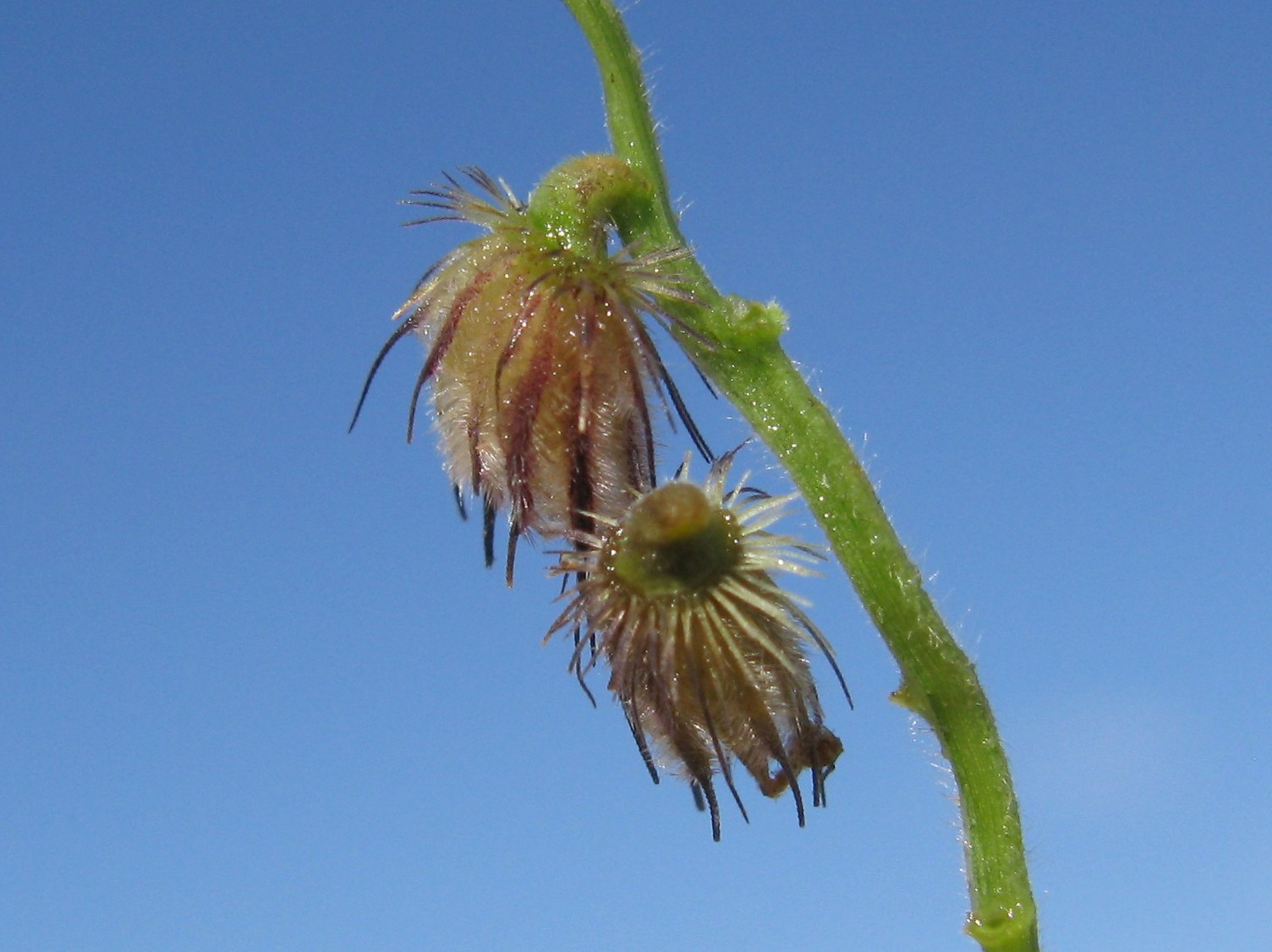